# اسماعیل ستارزاده
اسماعیل ستارزاده گرمارودی (زادهٔ ۲۹ خرداد ۱۳۰۶ در قوچان، خراسان - درگذشته ۲۰ دی ۱۳۷۳) خواننده و بخشی، از هنرمندان سرشناس صاحب سبک و تأثیرگذار در موسیقی شمال خراسان بود.
او در سال ۱۳۰۶ در قوچان متولد شد و از همان دوران کودکی زیر نظر استادان هم‌عصر خود به فراگیری دوتار پرداخت. خوانندگی و نوازندگی را از پانزده سالگی آغاز و در سال ۱۳۳۸ فعالیتش را در رادیو مشهد شروع کرد و پس از آن برای اجرای برنامه به تهران و دیگر نقاط ایران اعزام شد. ستارزاده حدود سی سال با رادیو و تلویزیون مشهد و تهران همکاری کرد، و به ساخت آهنگ‌های فولکلور که از آداب و رسوم مردم شمال خراسان سرچشمه می‌گرفت پرداخت. وی در سال ۱۳۴۲ به اتفاق گروهی هنرمند از سوی وزارت فرهنگ و هنر وقت به مدت دو و نیم ماه به میلان و رم سفر کرد و درآمد این سفر را به آسیب‌دیدگان سیل ناشی از شکستن سد بایونت اختصاص داد. این هنرمند با شصت سال سابقه هنری، زنده‌کننده هنر فولکلوریک قوچان بود. از آثار مشهور وی می‌توان به «لیلا در واکن»، «فاطمه سلطان»، «دختر فراش‌باشی»، «بلند بالا»، «شاه دوماد»، «گل‌اندام»، «دختر قوچانی»، «عشق چوپان» و «جانی نثار» اشاره کرد.